# Peter Kylberg
Jan Peter Henrik Kylberg, född 29 november 1938, är en svensk filmregissör, konstnär och kompositör. Han debuterade som konstnär 1952, men är mest känd för sina experimentfilmer från 1960-talet. Debutfilmen Kadens från 1962 uppmärksammades efter att den visats före Akira Kurosawas Onda män sover gott på Filmfestivalen i Berlin. Som filmare förenade Kylberg en experimentell hållning med en kommersiell sida anpassad för biograf- och tv-film.. Kylberg har varit verksam i Paris och Schweiz och är idag bosatt i Flen.

## Filmografi
- 1962: Kadens (kortfilm)
- 1963: En kortfilm av Peter Kylberg (kortfilm)
- 1964: Paris d-moll (kortfilm)
- 1966: Jag
- 1968: Konsert för piano, två ansikten och en fortsättning (kortfilm)
- 1989: Opus 25 (TV-film)
- 1987: Du (kortfilm)
- 1991: F-42 (kortfilm)
- 1996: I stället för ett äventyr